# Залужье (Покровское сельское поселение)
Залужье — деревня в Чагодощенском районе Вологодской области.
Входит в состав Покровского сельского поселения, с точки зрения административно-территориального деления — в Покровский сельсовет.
Расстояние по автодороге до районного центра Чагоды — 46 км, до центра муниципального образования села Покровское — 4 км. Ближайшие населённые пункты — Зубово, Окулово, Фишово.
По переписи 2002 года население — 64 человека (32 мужчины, 32 женщины). Преобладающая национальность — русские (92 %).
Раньше[когда?]

 в деревне Залужье жил барин Страхов со своей семьёй. Им была посажена аллея из елей и дубов. Еловая аллея сохранилась частично, некоторые деревья упали, а некоторые спилили, и дубовая практически не сохранилась, остался только один дуб, который занесён под охрану. В деревне раньше работал колхоз «Дружба», конюшня, каретник. Сейчас они не действуют.
Рядом с Залужьем есть речка Нивенка, сейчас она уже похожа на ручей, так как мелеет из года в год. В ней весной можно увидеть бобров, которые валят деревья и строят плотины. Всё больше и больше приезжает в деревню дачников из городов: Череповца, Санкт-Петербурга и др. Но коренных жителей Залужья становится всё меньше.
Залужские болота богаты природными ресурсами: ягодами, грибами, лесом.